# Petaonan
Petaonan is een bestuurslaag in het regentschap Bangkalan van de provincie Oost-Java, Indonesië. Petaonan telt 2824 inwoners (volkstelling 2010).